# أسد ألباني

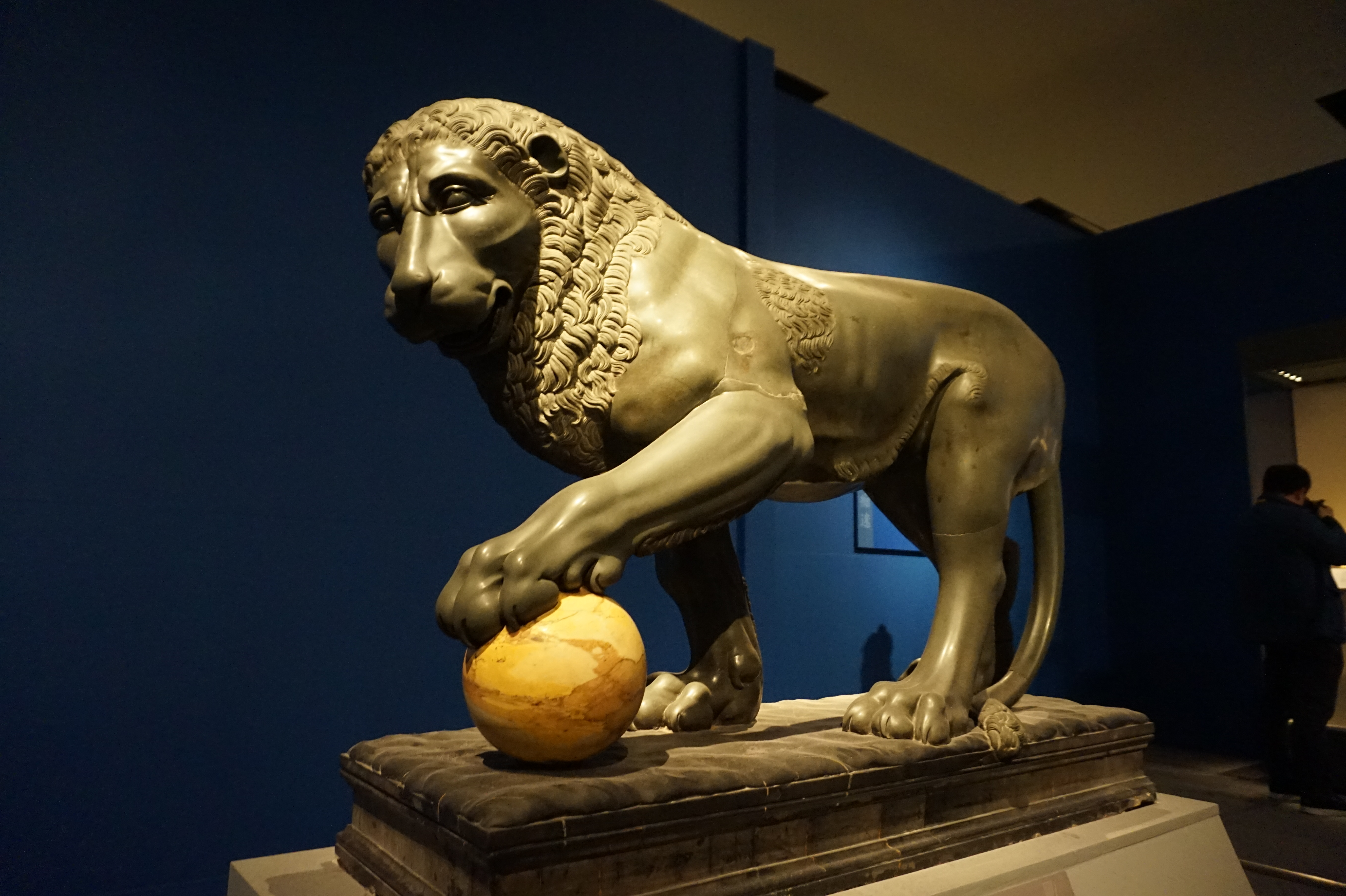
الأسد الألباني

الأسد الألباني Albani lion هو تمثال أسد روماني من القرن الأول مصنوع من البازلت الأخضر وله كرة رخامية صفراء تحت أحد مخالبه، ويوجد في مجموعة ألباني في جناح دينون في متحف اللوفر (رقم المخزون في المتحف Ma 1355) في باريس، فرنسا. 
يُعتقدأن يكون تمثال الأسد الألباني نسخة طبق الأصل من تمثال برونزي يوناني سابق، حيث تم استخدام البازلت في القرن الأول في نسخ البرونزيات اليونانية. 

## الأدب
- ريتشارد ديلبروك : Antike Porphyrwerke، Berlin/Leipzig 1932 (Studien zur spätantiken Kunstgeschichte 6)، الصفحة 60 (باللغة الألمانية، تمت الإشارة إليه في Google Books و uni-koeln.de )